# Tramwaje we Fremantle

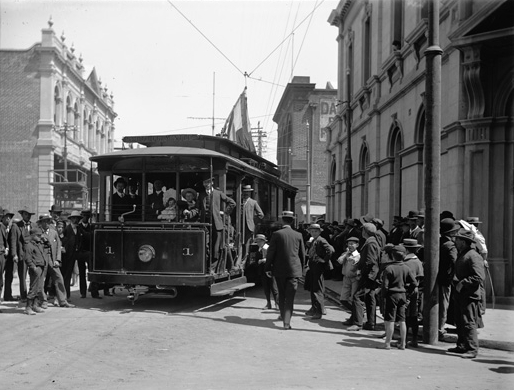
Tramwaj o nr 1 w dniu uruchomienia komunikacji tramwajowej

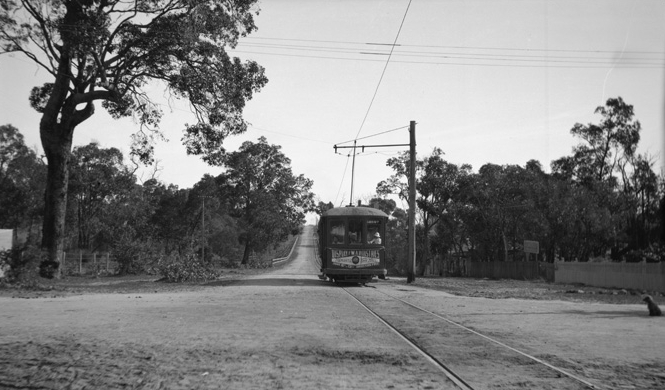
Tramwaj na High Street w 1923

Tramwaje we Fremantle − zlikwidowany system komunikacji tramwajowej w australijskim mieście Fremantle, działającym w latach 1905−1952.

## Historia
Na początku XX w. miasto Fremantle i rada Zachodniego Fremantle założyły spółkę Fremantle Municipal Tramways and Electric Lighting Board (FMT&ELB). Zadaniem spółki była budowa sieci tramwajowej i sieci energetycznej dla budynków użyteczności publicznej. Tramwaje we Fremantle uruchomiono 30 października 1905. Początkowo do obsługi sieci posiadano 14 tramwajów, które stacjonowały w zajezdni na końcu High St. W kwietniu 1906 było 5 linii tramwajowych:
- Fremantle Railway Station − Phillimore St. − Fremantle Railway Station (linia okólna)
- Fremantle Railway Station − Adelaide St. − Canning Rd. − East
- Fremantle Railway Station − High St. − Marmion St. − Marmion
- Fremantle Railway Station − Hampton St. − Beaconsfield School
- Fremantle Railway Station − South Beach

Wkrótce do spółki przystąpiła rada Północnego Fremantle, która zakupiła dwa nowe tramwaje i rozpoczęto budowę linii tramwajowej przez rzekę Łabędzią i wzdłuż Stirling Highway do Leighton St. Linię tę otwarto we wrześniu 1908. W kolejnych latach zbudowano kilka nowych linii:
- Marmion St. − High St. − Fremantle cemetery
- Canning Rd. (obecnie Canning Highway) − Petra St.
- Beaconsfield − Central Avenue, później linię tę wydłużono do Carrington St.
- Marmion St. − McKimmie Rd.

W 1923 w mieście było 28 wagonów tramwajowych oraz zbudowano nową zajezdnię tramwajową w Queen Victoria Street. Ostatnie nowe tramwaje do Fremantle dostarczono w latach 1921−1935. Łącznie w tym czasie dostarczono 11 tramwajów. W 1930 tramwajami przewieziono 6,27 mln pasażerów. W czasie wielkiego kryzysu gospodarczego liczba pasażerów spadła. W 1943 z tramwajów skorzystało 9 mln pasażerów. Od 1936 komunikacja tramwajowa nie przynosiła zysku. W 1952 ze spółki Fremantle Municipal Tramways and Electric Lighting Board państwo przejęło dostarczanie energii elektrycznej i spółka tramwajowa nie była w stanie się utrzymać. Tramwaje zlikwidowano 8 listopada 1952.

## Tabor
| Numery wagonów | Data produkcji | Uwagi                                               |
| -------------- | -------------- | --------------------------------------------------- |
| 1−14           | 1905−1906      | Wagony nr 4, 7 i 11 przebudowano w latach 1920−1921 |
| 15, 16         | 1908           |                                                     |
| 17−19          | 1910           |                                                     |
| 20, 21         | 1912           |                                                     |
| 22, 23         | 1915           | Wagon nr 23 przebudowano w latach 1933−1934         |
| 24, 25         | 1913           |                                                     |
| 26−29          | 1921           |                                                     |
| 30−32          | 1925           |                                                     |
| 33             | 1927           |                                                     |
| 34             | 1930           |                                                     |
| 35             | 1932−1933      |                                                     |
| 34             | 1930           |                                                     |
| 36             | 1935           |                                                     |